# 괴르게이 어르투르

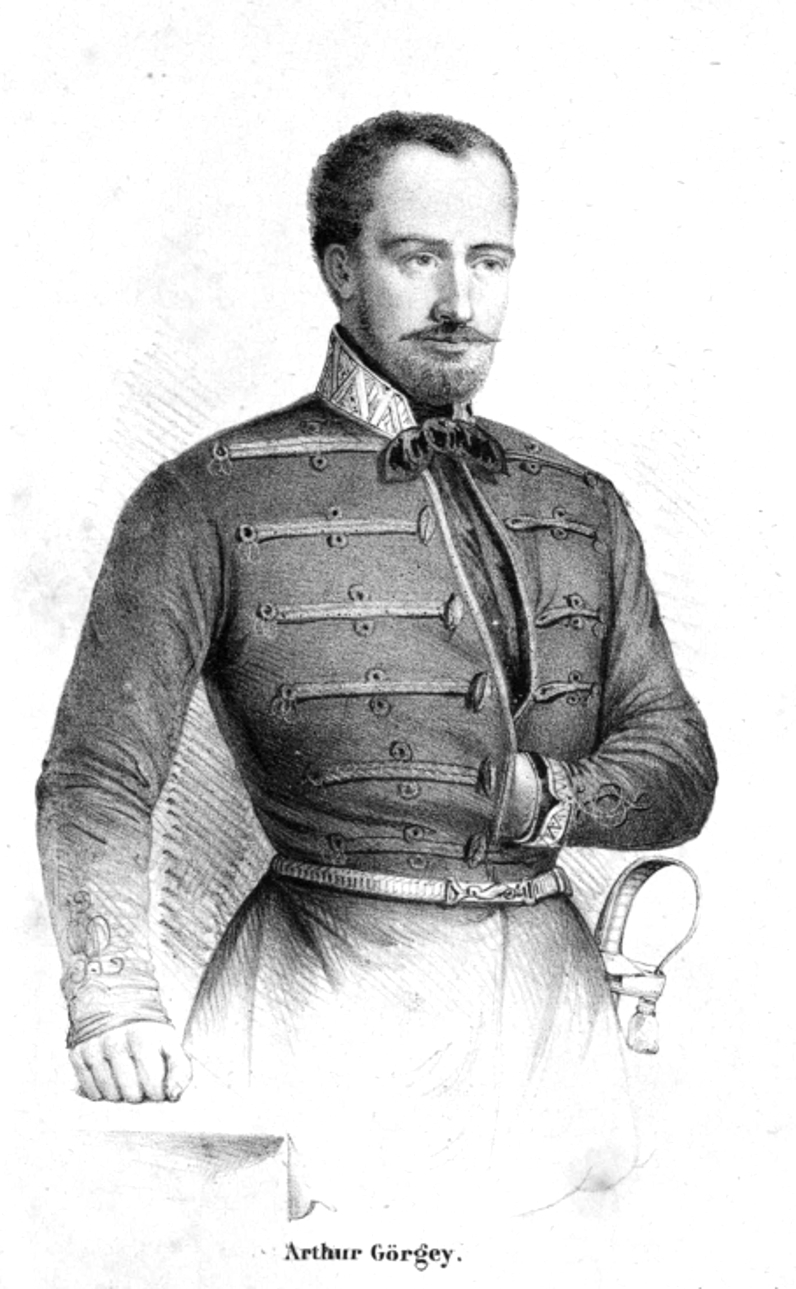
괴르게이 중장

괴르게이 어르투르(헝가리어: Görgei Artúr, 1818년 1월 30일 ~ 1916년 5월 21일) 1848년 헝가리 혁명 시기에 헝가리 혁명군 중장, 전무상(戰務相)을 역임한 군인이자 1849년 8월 11일부터 8월 13일까지 집권한 헝가리의 독재자이다.
1818년 토포르츠(Toporc, 현재의 슬로바키아 토포레츠(Toporec))에서 태어났다. 괴르게이는 청년 때 화학에 관심이 있었고 교사가 되려고 했지만 귀족 출신인 아버지의 명령으로 군대에 갔다. 1848년 헝가리 혁명 시기에 헝가리 성씨의 Y는 귀족 출신 성씨라는 의미가 있어서 Görgey를 보통 Görgei로 변경하였다. 전무상과 혁명군 중장을 역임하면서 유명해졌다.
1849년 8월 11일에 코슈트 러요시가 헝가리를 탈출할 때부터 1849년 8월 13일에 일어난 빌라고시(Világos) 전투에서 헝가리 군대가 항복할 때까지 헝가리의 첫 번째 독재자였다. 괴르게이 중장이 전투에서 항복했기 때문에 20세기까지 헝가리에서는 항상 배신자라고 불렀다. 괴르게이 중장은 1916년 부다페스트에서 사망했지만 21세기에도 헝가리의 역사에서 논란의 대상이 되고 있다.